# Мирен договор от Като Камбрези (1559)
Мирният договор от Като Камбрези (на френски: Traités du Cateau-Cambrésis, на италиански: Pace di Cateau-Cambrésis) от 2 – 3 април 1559 г. слага край на Италианските войни и на конфликта между Хабсбургите (Испания и Свещената Римска империя) и Кралство Франция, започнали през 1521 г. с Карл V и Франсоа I.
Той се счита за един от най-важните европейски договори от XVI век и неговите споразумения остават в сила повече от век. Той определя европейския баланс на силите за целия следващ век, измествайки центъра на тежестта към Атлантическия океан и генерирайки политическата слабост на италианските държави, като същевременно признава Испания и Франция за главни герои на европейската сцена. Това води до нова геополитическа ситуация, белязана от задължението на Кралство Франция да се откаже от политиката си на намеса в Италия, което води до началото на испанското преимущество в Европа.

## Договори
Франция и Хабсбургите (разделени на две династични линии: испанска и австрийска) се сражават почти непрекъснато през последните 65 години с известна английска намеса в полза на Свещената Римска империя и с намесата на Османската империя в полза на Франция.
Преговорите започват в цистерианското абатство „Нотр Дам дьо Сьоркам“ (Abbaye Notre-Dame de Cercamp) във Фревон, Кралство Франция и завършват в Замъка на Като Камбрези (Château du Cateau-Cambrésis). Германският император Фердинанд I – чичо на испанския крал Филип II, не е представен на преговорите.
В днешния френски град Като Камбрези са подписани два договора: един на 2 април между представителите на кралицата на Англия и Ирландия Елизабет I и на френския крал Анри II, и друг на 3 април между представителите на Анри II и на краля на Испания, Неапол, Сицилия и Португалия Филип II.

### Първи договор (12 март и 2 април 1559 г.)
Първият договор от Като Камбрези е сключен на два етапа, на 12 март и на 2 април 1559 г. между пълномощниците на краля на Франция Анри II и на кралицата на Англия Елизабет I. Англия подписва отделно. На 17 ноември 1558 г. Мария I Тюдор, католичка и съпруга на Филип II, е наследена от нейната полусестра Елизабет I. Една от първите прояви на новата власт е установяването на англиканската религия като държавна религия и назначаването на неин върховен управител. За Испания е очевидно, че Англия вече не е политически и религиозен съюзник. Елизабет I – млада кралица, заета с установяването на властта си в Англия, оставя Кале на Франция в замяна на 500 хил. екю. Кале е отнет изненадващо от англичаните на 8 януари 1558 г. след едва 8-дневна обсада от генерал-лейтенанта на Кралство Франция Франсоа I дьо Гиз, привикан набързо от Италия след катастрофалната битка при Сен Кантен (1557), който превзема Арлон и Тионвил.

### Втори договор (3 април 1559 г.)
Вторият договор, наричан още „Мир от Като Камбрези“, е договорен в абатство „Нотр Дам дьо Сьоркам“ близо до Арас и е подписан на 3 април 1559 г. между пълномощниците на краля на Франция Анри II и на краля на Испания и Португалия Филип II. Той слага край на Италианската война (1551 – 1559) в рамките на Войните между Хабсбургите и Валоа, и на френската епопея на полуострова: още през 1494 г., 65 години по-рано, френският крал Шарл VIII навлиза във Флоренция. Този договор е особено забележителен по отношение на началото на нова ера в геополитиката и на дълголетието на споразуменията, които потвърждава: те са потвърдени с няколко подробности от Вервенския договор през 1598 г. и се спазват почти цял век.
Мирът е нужен на Испания и на Франция – две финансово изтощени страни до степен на риск от фалит, чиито финансови помощници, в частност банкерите от Антверпен, са съсипани от безпрецедентната икономическа криза в периода 1557 – 1559 г. Франция, отслабена икономически и обезкървена от пораженията при Сен Кантен (1557) и при Гравелин (1558), е сполетяна и от религиозни проблеми. Крал Анри II се надява да се възползва от мира с цел изкореняването на Протестантската реформация. Тя набира сила и във Фландрия, и на испанска земя. Кралят на Испания Филип II, който желае да консолидира управлението си в тогавашната столица на кралството – Валядолид, е готов да смачка чрез Инквизицията реформаторското огнище там подобно на това в Севиля, и в идните месеци са проведени редица аутодафе-та. Освен това Испания усеща нарастващото си колониално и евангелизиращо призвание към Новия свят и се стреми да превърне Франция в съюзник в борбата си срещу Реформацията.

#### Клаузи
- Кралство Франция връща остров Корсика на Република Генуа (феод на Свещената Римска империя и съюзник на Испания). На френските и генуезките търговци се гарантира пълен взаимен достъп до техните пристанища;
- Кралят на Франция се отказва от наследствените си претенции към Миланското херцогство (държано от Испания и феод на Свещената Римска империя) и признава испанския контрол върху Кралство Неапол, Кралство Сицилия и Кралство Сардиния;
- Франция връща Пиемонт, Бюже, Брес и Графство Шароле на Савойския херцог Емануил Филиберт – съюзник на Испания и феодал на Свещената Римска империя вследствие на победата му при Сен Кантен. Изключения правят Торино, Киери, Пинероло, Савиляно, Кивасо, Виланова д'Асти, Маркграфство Салуцо, които остават на Франция, докато не се вземе решение относно правата на краля върху Савойските земи. Херцог Емануил Филиберт декларира неутралитет към Франция и Испания. Филип II обаче вече го е принудил да сключи Тайния договор от Грунендал до Брюксел на 26 март 1559 г., с който херцогът се кълне от свое име и от името на наследниците си във вечна конфедерация с краля на Испания; освен това херцогът се заангажирва с това да поддържа два ценни за испанския флот гарнизона в Ница и във Вилфранш сюр Мер с парите на краля на Испания и с верни на двамата управители, и да му ги остави, в случай че умре без наследници;
- Франция запазва германските Три епископства на Мец, Тул и Вердюн (които отнема от император Карл V през 1552 г. по време на Втората шмалкалдийска война);
- Франция запазва района на Кале (на фр. Calaisis), отнет от Англия през 1558 г.;
- Франция си възвръща някои места в Пикардия като Сен Кантен, Ам и Льо Катле, отнети ѝ от Испания по време на войната;
- Херцогство Флоренция (феод на Свещената Римска империя и съюзник на Испания) включва в себе си Република Сиена (съюзник на Франция) и така през 1569 г. се ражда Великото херцогство Тоскана;
- Франция връща Маркграфство Монферат на херцога на Мантуа Гулиелмо Гонзага (феод на Свещената Римска империя и съюзник на Испания);
- Испания запазва Испанска Нидерландия, както и регион Франш-Конте (Франция се отказва от претенциите си към региона);
- Всички подписали договора се ангажират с това да очистят земите си от ересите, т.е. всичките им поданици трябва да бъдат насилствено върнати към католицизма. Притиснат от Испания да изпълни това, савойският херцог Емануил Филиберт провъзгласява Едикта от Ница на 15 февруари 1560 г., като забранява протестантството и налага големи глоби, поробване или прогонване, което води до въоръженото въстание на валденсите, продължило до юли 1561 г.;
- Кралят на Франция Анри II и кралят на Испания Филип II се съгласяват да помолят папа Пий IV и император Фердинанд I да свикат отново Трентския събор, с който се поставят основите на Контрареформацията. Мирът позволява на Фердинанд I да бъде признат за император на Свещената Римска империя от Папата.

## Последици
Мирът бележи началото на управлението на Хабсбургите в Италия. Испанският клон контролира Миланското херцогство, Неапол (вкл. Държавата на Президиите/гарнизоните в Тоскана), Сицилия и Кралство Сардиния. Двамата вицекрале (в Сицилия и в Неапол) и губернаторите на Милано и на Държавата на Президиите зависят от Върховния съвет на Италия със седалище в Мадрид. Великото херцогство Тоскана, Република Лука, Херцогство Маса и Княжество Карара, Маркграфство Фосдиново и другите маркграфства на рода Маласпина, Република Генуа, Маркграфство Монферат, Херцогство Парма и Пиаченца, Херцогство Ферара, Модена и Реджо и Херцогство Мантуа остават феоди на Свещената Римска империя и като такива са косвено свързани с Хабсбургите на Австрия, управляващи Империята. Испания оказва натиск върху тези държави, като контролира най-голямото от тези феодални владения – Миланското херцогство.
За Република Венеция мирът е триумф, тъй като успява да запази непокътнати своите владения на континента, въпреки че вече е нападана от всички европейски сили. Папството остава независимо и, възползвайки се от мира между Франция и Хабсбургите, успява да доведе докрай Трентския събор.
Занапред до началото на 18 век Испания запазва гарантираното си (пряко или косвено) господство над мозайката от държави на Италианския полуостров с изключение на републиките Генуа и Венеция, Савойските държави и Пиемонт. За да покаже, че това господство не познава изключения, херцогът на Алба Фернандо Алварес де Толедо дори принуждава папа Павел IV – съюзник на французите, официално да капитулира през 1557 г., и следващите папи ще бъдат съюзници на Испания в борбата ѝ срещу Реформацията. Договорът от Като Камбрези, който кара Италия да изпадне в дълъг период на икономическа и интелектуална стагнация, бележи и края на Италианския Ренесанс.
Договорът предвижда укрепването на мира чрез кралски бракове. Кралят на Франция Анри II предлага най-голямата си дъщеря Елизабет Валоа за съпруга на испанския крал Филип II, овдовял за втори път след смъртта на Мария I Тюдор. Той жени и сестра си Маргарита, херцогиня на Бери, за Савойския херцог Емануил Филиберт. По време на тържествата, организирани за кралската сватба обаче, крал Анри II е смъртоносно ранен по време на рицарски турнир. Смъртта му оставя Франция в ръцете на Катерина Медичи като регентка на сина им Франсоа II и в ръцете на многото негови братя, борещи се в Религиозните войни във Франция, облагодетелствани от демобилизацията на френското благородничество вследствие на договорите: вътрешните размирици са последвани от външни войни.